# Papers d'Art
Papers d'Art era la revista insígnia d'Espais. Centre d'Art Contemporani, posteriorment, Fundació Espais. Va néixer el mateix any que Espais, el 1987. Fins al 1989 fou de caràcter gratuïta i es publicava com a suplement del diari El Punt, amb un tiratge de 15000 exemplars. A partir d'aquest any, coincidint amb el número 25, Espais ja va assumir la distribució de Papers d'Art  i la revista es va convertir en una publicació de pagament per a subscriptors. Al principi tenia una periodicitat irregular, publicaven un número cada vegada que s'inaugurava una mostra a la galeria, si bé va acabar derivant en una publicació mensual, després trimestral i, finalment, semestral. Era una revista dedicada a la difusió del propi centre i a la divulgació de l'art contemporani amb articles sobre pensament, crítica, estètica i teoria de les arts i comptava amb la col·laboració d'historiadors i crítics d'arts consolidats. La Fundació Espais va publicar-ne 93 números ordinaris fins al 2007 i el 2008 dos números especials: per commemorar l'aniversari de la Fundació i l'altre amb el text d'un treball que va obtenir la menció especial del jurat a la XX edició del Premi Espais a la Crítica d'Art. El 2009, ja sota la direcció de Ricard Planas i la producció de Bonart SL, va aparèixer el número 94 de la revista, el darrer de la seva trajectòria.
El tiratge de la revista, un cop convertida en una subscripció, era de 3000 exemplars. Des del número 44 les portades eren il·lustrades amb originals d'artistes vinculats a Espais, reproduïdes amb un tiratge serigràfic de 75 exemplars numerats i signats.
La personalitat més estable en les tasques d'edició de la revista fou Carme Ortiz. Malgrat Jordi Vidal ostentava la direcció editorial com a president de la fundació, Ortiz va estar sempre vinculada a la direcció tècnica. L'acompanyaren en aquesta feina altres companyes del centre que es van anar rellevant entre elles: Glòria Bosch, Pilar Sanz, Assumpta Bassas i Anna Capella. Els crèdits del número 44, gràcies a un canvi en el disseny editorial, consignen per primera vegada la resta dels membres de la redacció i les seves funcions: M. Antònia Bagué (calendari i convocatòries), Anna Capella (notícies del món de l'art i la cultura), Jordi Font (un autor-un lector), M. Rosa Fraxanet (centre de documentació), Magdala Perpinyà (activitats) i Jordi Gimferrer. En Jordi Font i la Magdala Perpinyà guanyaran pes de manera progressiva en el funcionament intern de Papers d'Art, a mesura que la publicació apareixia de manera més espaiada. Els crèdits del número 52 els assenyalen com a caps de redacció i a partir del número 66 seran els únics integrants de l'equip de redacció.
Durant les diferents etapes de format i freqüència els lectors habituals podien apreciar les seccions d'exposicions i d'activitats celebrades a Espais, entrevistes, l'editorial, la relació d'adquisicions del centre de documentació, estudis i recerca sobre qualsevol dels àmbits d'interès d'Espais, monogràfics sobre temes d'actualitat... Al llarg dels vint anys d'història Papers d'Art va acumular una nòmina de prop d'un miler de col·laboradors i articulistes.
A l'any 2024 l'Arxiu Municipal de Girona va publicar tots els números disponibles de Papers d'Art al Servei de Gestió Documental, Arxius i Publicacions.